# オープンソース・メタバース・プロジェクト
オープンソース・メタバース・プロジェクト（英語: Open Source Metaverse Project , OSMP ）は、複数の参加者が共有する仮想世界のオンラインプラットフォームであった。このプラットフォームは、2004年にヒュー・パーキンスとジョージ・リマによって共同設立された自由なオープンソースソフトウェアである。
OSMPは、Second Life、Active Worlds、Thereなどの既存の世界からアイデアを借りたWorld Wide Webを大まかにモデル化している。このプロジェクトは、ストリーミングされた3Dワールドを作成するためのオープンソースエンジンを作成することを目的としている。また、既存のワールドを単一のオープンな標準ベースのメタバースに相互接続することも可能にする。
2005年、 ACM SIGGRAPHは、アートとアニメーションのコミュニティへのリーチアウトキャンペーンを実施し、Open sourceの性質とコンピューターグラフィックスおよびインタラクティブ技術でのその使用についてのコース提案を求めた。OSMPは、SIGGRAPH 2005メンバーのための共同オンライン会議スペースを組織するために、このイニシアチブの一環としてドクター ジョン・フジイから連絡を受けた。
2008年の時点で、プロジェクトはアクティブではなくなった。ほとんどの開発者は、OpenSimulatorなどのSecondLifeと互換性のあるオープンソースソフトウェアの開発に焦点を移した。